# Raylene
Raylene (on la retrouve sous le pseudonyme de Alexis Fontaine au début de sa carrière), née Stacey Briana Bernstein le 12 février 1977 à Glendora en Californie aux États-Unis, est une actrice pornographique américaine.

## Biographie
Elle a des origines mexicaines (de par son père) et israéliennes (de par sa mère). Cet héritage fait qu'on compare souvent son physique à celui d'Alyssa Milano ou de Sophia Loren.
Elle est tout d'abord danseuse. Elle commence sa carrière en 1996, elle devient surtout connue pour ses scènes de fellations et d'éjaculation faciale. En 1998, elle signe un contrat avec le studio Vivid.
Elle effectue aussi bien des scènes hétérosexuelles, dominatrices ou lesbiennes. Ses longues jambes et sa poitrine imposante sont particulièrement appréciées. Elle se retire du X en 2001 après 100 films pour devenir agent immobilier. Elle revient dans le milieu du X en 2009 dans le style MILF en raison de problèmes financiers.
Elle apparaît également sous les traits de Sarah Palin dans la parodie sur Lady Gaga intitulé This Ain't Lady Gaga XXX. Elle est la seconde actrice à incarner Sarah Palin, Gouverneure de l'Alaska entre 2006 et 2009, après Lisa Ann, celle-ci étant son sosie pornographique officiel.

## Récompenses
- 1998 : XRCO Award - Starlet of the Year (1998)
- 2001 : AVN Award Meilleure actrice dans un film (Best Actress - Film) pour Artemisia (prix partagé avec Taylor Hayes)[2]
- 2008 : AVN Hall of Fame

## Filmographie sélective
- 2018 : Penny Pax and Her Girlfriends (compilation)
- 2017 : Girls Loving Girls
- 2016 : Women Seeking Women 130
- 2015 : My Step-mom Has Huge Tits
- 2014 : Mother-Daughter Exchange Club 33
- 2013 : Please Make Me Lesbian 10
- Please Make Me Lesbian! 8 (2012)
- Milfs vs. Teens (2012)
- Lesbian Sex 8 (2012)
- Brunettes Behaving Badly 2 (2012) (V)
- Girls in White 2012 2 (2012) (V)
- Toying with Your Emotions (2012) (V)
- The Secretary 2 (2012)
- Mother-Daughter Exchange Club 22 (2012)
- MILF Wars: Francesca Lé vs Raylene (2012) (V)
- The Escort (2011) (V)
- MILF Does a Body Good 2 (2011) (V)
- Girls Kissing Girls 8 (2011)
- This Ain't Lady Gaga XXX (2011)
- Lip Service (2010)
- Girlvana 5 (2009)
- Where the Boys Aren't 15 (2002)
- Chica Boom (2001)
- Chloe: Extreme Close Up (2001)
- Love Games (2001)
- Valley of the Valets (2001)
- Virtual Blowjobs: Oral Examination (2001)
- Virtual Blowjobs: Oral XXXtasy	(2001)
- Where the Boys Aren't 12, 13 & 14 (2000-2001)
- Artemesia (2000)
- Award Winning Sex Scenes (2000)
- Blow Me (2000)
- Virtual Vivid Make A Wish (2000)
- Color Blind 3 (1999)
- Raw Ass 3(1999)
- Raylene & Brittany Andrews (1999)
- Raylene Nude And Intimate (1999)
- As Sweet As They Come (1998)
- Rocky Roads Wet Dreams (1998)
- Blowjob Adventures Of Dr. Fellatio 9 (1998)
- Suite Seduction (1998)
- Wicked Covergirls (1998)
- Wildlife (1998)
- Woman's Needs (1998)
- I Love Lesbians 4 (1998)
- No Man's Land 19 (1997)
- Lesbian Connection 5 (1997)
- Freshman Fantasies 5 (1997)
- Her Face (1997)
- Her Wicked Obsession (1997)
- Skin 11: Unbound (1997)
- Smoke Me (1997)
- Sex Dreams (1997)
- Sex Patrol (1997)
- Shameless Desire (1997)
- Taming Of The Screw (1997)
- Toilet Tramps 2 (1997)
- Up And Cummers 40, 42, 51 (1997)
- Cumback Pussy 5 (1996)
- Shane's World 5: Wet & Wild 1, 2 (1996)

note : source iafd